# Уильямс, Ромарио
Рома́рио Га́рфилд Уи́льямс (англ. Romario Garfield Williams; род. 15 августа 1994, Портмор, Мидлсекс) — ямайский футболист, нападающий клуба «Инди Илевен» и сборной Ямайки.

## Клубная карьера
Ромарио Уильямс родился в городе Портмор и был назван в честь знаменитого бразильского футболиста Ромарио. Во время учёбы в Университете Центральной Флориды он выступал за университетскую команду «Ю-си-эф Найтс». Уильямс забил 18 голов и сделал пять результативных передач в 51 матче (в 46 из которых выходил в основном составе). Американская спортивная конференция, организовывающая соревнования, признала его лучшим игроком 2013 года и включила в состав символической сборной турнира 2014 года. Кроме того, в течение 2014 года, в дополнение к соревнованиям университета, он регулярно играл в Премьер-лиге развития за «Орландо Сити U-23», в составе которого принял участие в 11 матчах чемпионата и забил 7 голов.
15 января 2015 года на Супердрафте MLS Уильямс был выбран под третьим номером клубом «Монреаль Импакт». Его профессиональный дебют состоялся 28 марта 2015 года в матче против «Орландо Сити» (2:2). Ромарио не смог закрепиться в составе команды и выступал за клубы USL — фарм-клуб «Монреаль» и «Чарлстон Бэттери» на правах аренды.
11 декабря 2016 года «Атланта Юнайтед» приобрела Уильямса в обмен на выбор нового игрока в третьем раунде Супердрафта MLS 2018. Однако после прохождения подготовительного лагеря с «Атлантой» 2 марта он на правах аренды до конца сезона 2017 снова перешёл в «Чарлстон Бэттери». За «Атланту Юнайтед» Ромарио дебютировал 11 марта 2018 года в матче против «Ди Си Юнайтед» (3:1), выйдя на замену на 84-й минуте. 7 апреля 2018 года во встрече с «Лос-Анджелесом» он забил свой первый гол в MLS, отправив в ворота соперников последний из пяти безответных мячей.
1 июля 2019 года Уильямс был продан в «Коламбус Крю» за $100 тыс. общих распределительных средств. Забил гол в дебютном матче за «Крю», 17 июля против «Чикаго Файр» (2:2). По окончании сезона 2019 контракт Уильямса с «Коламбус Крю» истёк.
1 января 2020 года Уильямс подписал контракт с клубом Чемпионшипа ЮСЛ «Майами». Дебют за «Майами», 7 марта в матче стартового тура сезона против «Сент-Луиса» (1:4), отметил голом.
5 декабря 2020 года Уильямс подписал контракт с клубом чемпионата Египта «Аль-Иттихад» (Александрия) сроком на два сезона.
В августе 2021 года Уильямс перешёл в клуб чемпионата Кувейта «Аль-Кадисия».
14 июля 2022 года Уильямс подписал контракт с клубом Чемпионшипа ЮСЛ «Нью-Мексико Юнайтед». Дебютировал за «Нью-Мексико Юнайтед» 31 июля в матче против «Нью-Йорк Ред Буллз II», выйдя на замену во втором тайме вместо Джерома Кизеветтера. 14 августа в матче против «Лос-Анджелес Гэлакси II» забил свой первый гол за «Нью-Мексико Юнайтед». По окончании сезона 2022 «Нью-Мексико Юнайтед» не стал продлевать контракт с Уильямсом.
5 января 2023 года Уильямс подписал контракт с клубом «Колорадо-Спрингс Суитчбакс». Дебютировал за «Суитчбакс» 15 марта в матче против «Эль-Пасо Локомотив». 1 апреля в матче против «Лаудон Юнайтед» забил свой первый гол за «Суитчбакс».
4 января 2024 года Уильямс подписал контракт с клубом «Хартфорд Атлетик». Свой дебют за «Хартфорд», в матче стартового тура сезона 2024 против «Эль-Пасо Локомотив» 9 марта, отметил голом, реализовав пенальти.
14 июня 2024 года «Хартфорд Атлетик» обменял Уильямса «Инди Илевен» на Юнеса Будади. За «Инди» он дебютировал 22 июня в матче против «Ориндж Каунти», заменив в перерыве между таймами Джека Блейка.

## Карьера в сборной
В 2011 году в составе сборной Ямайки до 17 лет принял участие в юношеском чемпионате мира, на котором он сыграл во всех трёх матчах против Японии, Аргентины и Франции, однако его команда не вышла из группы. В 2015 году привлекался в состав олимпийской сборной Ямайки, в составе которой забил три мяча в трёх матчах.
13 ноября 2016 года дебютировал в официальных играх в составе сборной Ямайки в матче отборочного турнира на Карибский кубок 2017 против сборной Суринама (1:0).
В 2017 году был вызван в сборную на Золотой кубок КОНКАКАФ 2017. На этом турнире Уильямс забил свои первые голы за сборную: в матче группового этапа против Кюрасао и в четвертьфинале против Канады.

## Голы за сборную
| Номер | Дата            | Стадион                                               | Противник | Счёт | Результат | Соревнование                  |
| ----- | --------------- | ----------------------------------------------------- | --------- | ---- | --------- | ----------------------------- |
| 1     | 9 июля 2017     | Куалкомм Стэдиум, Сан-Диего, США                      | Кюрасао   | 1:0  | 2:0       | Золотой кубок КОНКАКАФ 2017   |
| 2     | 20 июля 2017    | Юниверсити оф Финикс Стэдиум, Глендейл, США           | Канада    | 2:0  | 2:1       | Золотой кубок КОНКАКАФ 2017   |
| 3     | 12 октября 2023 | Кирани Джеймс Атлетик Стэдиум, Сент-Джорджес, Гренада | Гренада   | 2:0  | 4:1       | Лига наций КОНКАКАФ 2023/2024 |

## Достижения
Командные
«Атланта Юнайтед»
- Обладатель Кубка MLS (чемпион MLS): 2018
- Обладатель Открытого кубка США: 2019